# Château de Valprivas
Le château est un édifice situé à Valprivas, en France.

## Localisation
Le château est situé sur le territoire de la commune de Valprivas, dans le département  de la Haute-Loire, en région Auvergne-Rhône-Alpes.

## Description
Le château est construit au XVe siècle, transformé au XVIe siècle. L'édifice se présente comme une construction médiévale transformée par des propriétaires qui l'ont doté, à l'extérieur, d'un décor Renaissance. Décor peint de la chapelle réalisé au début du XVIIe siècle. Une campagne de percement des baies fut entreprises au XVIIIe siècle.
Construit à l'origine sur un plan carré et flanqué sur les angles nord-ouest et sud-ouest de deux grosses tours rondes, le château a été privé en 1793 de son angle sud-ouest avec sa tour. Le corps de bâtiment principal et ses deux ailes en retour entourent une cour intérieure fermée par un portail.
À l'intérieur, la chapelle, située au rez-de-chaussée, se compose d'une courte nef voûtée d'ogive, séparée du chœur par un mur d'appui surmonté de claustra. Le chœur est orné, sur ses murs nord et Est, de peintures murales figurant l'Enfer et la Résurrection. Ce sont des peintures à l'huile sur mortier de chaux, sans doute commandées vers 1632. Les artistes seraient flamands, appartenant à la seconde école lyonnaise, contemporaine de la seconde école de Fontainebleau.

## Historique
Le plus ancien titre connu sur Valprivas remonte à 1341.
Le château est inscrit et classé partiellement au titre des monuments historiques respectivement par les arrêtés du 22 août 1949 et du 18 juillet 1994.

## Protection
Éléments protégés : le château (inscrit en 1949), la chapelle (classée en 1994).

## Galerie

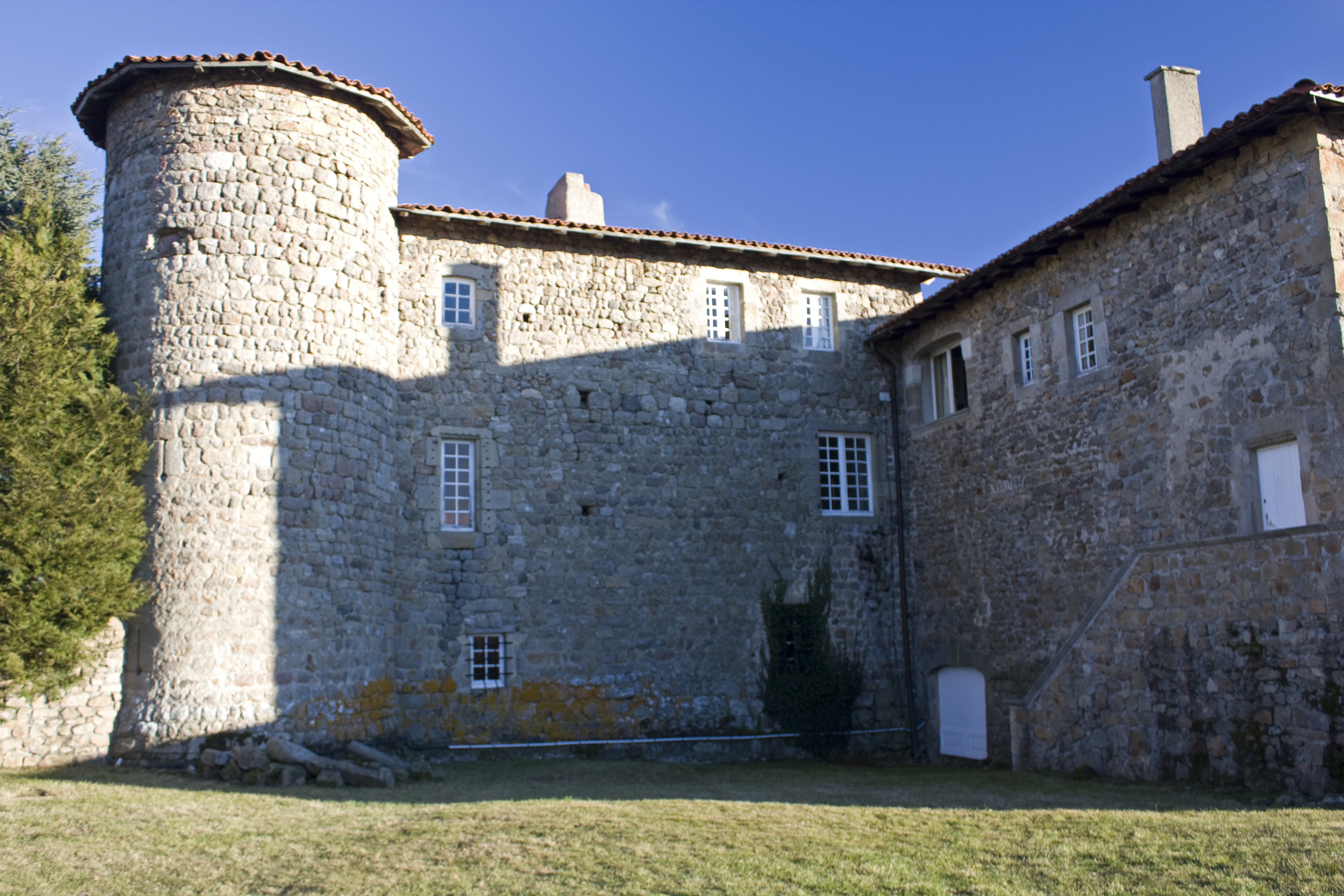
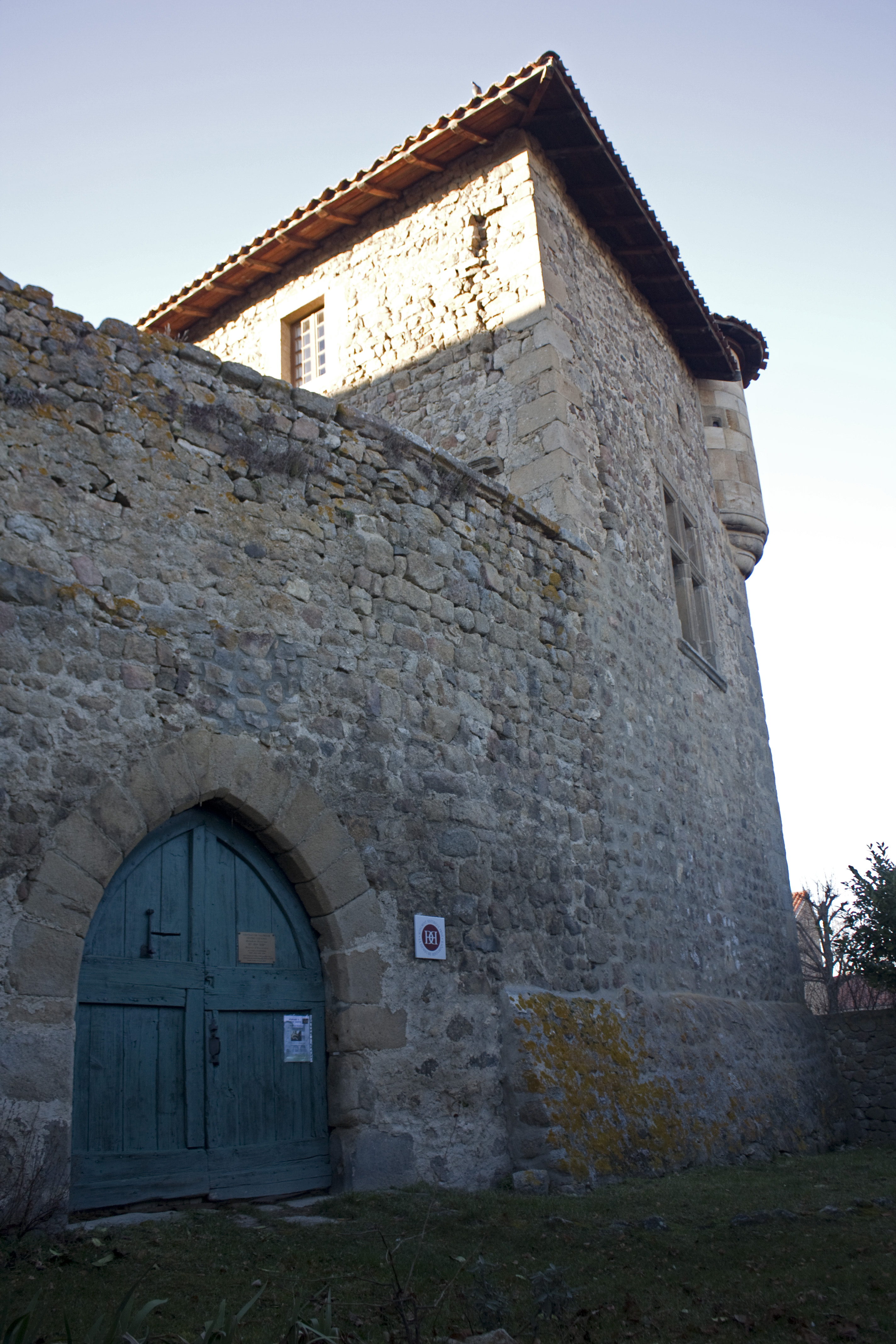